# 가쓰 가이슈
가쓰 가이슈(일본어: 勝 海舟, 1823년 3월 12일~1899년 1월 21일)는 에도 시대의 하타모토이며 메이지 시대의 고위관리이다. 관위는 종1위 백작이며, 야마오카 뎃슈, 다카하시 데이슈와 함께 「막말3슈」라고 불린다. 본명은 가쓰 요시쿠니(勝 義邦)이며 메이지 유신 후에는 가쓰 야스요시(일본어: 勝 安芳)로 개명했다. 호인 가이슈는 사쿠마 쇼잔에게서 받은 전각「海舟書屋」에서 따온 것이라 한다. 

## 생애

### 유·소년기
가쓰는 대대로 하타모토 집안이다. 고향은 스미다구(墨田区) 혼조(本所)로서, 아명은 린타로(麟太郎)였다. 난학[蘭學]에 심취하였고, 사쿠마 쇼잔을 찾아 학문을 배웠다. 1850년 아카사카(赤坂)에 사설학교를 세워 서양 병학을 가르치다가 1854년 나가사키 해군전습소 전습생 감독이 되었다. 이 과정에서 네덜란드인 교관들과 접촉하면서 세계 정세에 대한 폭넓은 지식을 얻게 된다.

### 나가사키 해군 전습소 시절
1853년, 페리 함대가 개항을 요구하면서 막부에서는 해양방위에 대한 중요성을 다이묘에서 서민에 이르기까지 널리 호소하였다. 이때 가쓰 가이슈가 쓴 해양방위 의견서가 막부의 눈에 띠게 되었고 가쓰는 관직에 오르는 행운을 잡을 수 있었다. 가쓰는 해군 전습소에 입소하였다. 전습소에서는 네덜란드어를 잘했기 때문에 네덜란드 강사의 통역을 맡기도 했다. 가이슈는 해군 지식이 거의 없었기 때문에 나가사키로 부임하는 것을 싫어했지만 결국 나가사키에서 3년 반 동안 공부하게 된다. 태평성대 같았으면 결코 고위직에 진출할 수 없는 신분이었지만, 막부의 개혁 추진 과정에서 발탁되어 출세에 출세를 거듭하였다. 예리하면서도 지적인 외모에서 뿜어져 나오는 화려한 언변과 지식, 그리고 신분 차이 같은 것에 구애되지 않는 대담한 행동으로, 가이슈는 적도 많이 만들었지만 일약 막부 안팎에서 주목을 받는 인물이 되었다.

### 미국 답방
1859년 에도 막부는 미국에 답방외교 사절을 파견하기로 결정한다. 공식적으로는 미국과 체결한 수호통상조약에 대한 비준서를 전달하는 것이었지만, 일본이 서양의 항해술을 습득했음을 과시하려는 목적도 있었다. 1860년 2월 2일 가쓰는 함림환의 선장이 되어 우라가 항구에서 출발했다. 이 때 가이슈를 비롯한 일본 승무원들은 배멀미를 심하게 한다. 태평양을 횡단하여 3월 17일에 샌프란시스코에 입항한 함림환은 다시 태평양을 건너 일본으로 돌아왔고, 일본 사절단은 한 달간 샌프란시스코에 머무른다.

### 막말의 정치 활동
미일수호통상조약(1860년)의 비준서를 교환하기 위해, 사절단을 이끌고 배의 선장으로 태평양을 횡단해 미국에 다녀오는데 성공한 공으로, 1862년에 해군 요직인 군함봉행(軍艦奉行)이 되었다. 고베를 '일본의 해외 무역 거점으로 개발해야 한다.’고 주장하였고, 쇼군 도쿠가와 이에모치를 오사카 만으로 안내하여 해군의 중요성을 강조하면서 그를 설득하였고, 고베에 해군조련소를 만드는 일에 성공한다.
가이슈는 해군조련소에서 사상가들을 모아 교육하였는데, 해군조련소를 막부의 독점물로 삼지 않고 세이난 지역 번의 자제들이나 막말의 낭인들에게도 개방하였다. 이것이 일본의 해군의 시작이었지만 후에 문제가 되어 1864년 관직에서 해임되고, 약 1년 반 정도 에도의 아카사카에서 칩거하였다.
1866년에 군함봉행에 복직하였고 곧 왕정복고 쿠데타가 일어나며서 막부는 그에게는 협상의 실권을 넘겼다. 그가 맡은 자리는 육군 총재였는데 그는 주전파의 반대를 무릅쓰고 전쟁을 피하는데 총력을 기울였다. 1869년 신정부군이 막부 타도를 내걸고 에도를 총공격하기로 한 3월 15일에 앞서 3월 13일, 14일 이틀동안 가쓰 가이슈는 신정부 측의 총대장 사이고 다카모리와의 협상으로 총공격이 중지되었다. 당시 에도의 인구가 100만 명 정도였고 막부의 저항군 병력도 만만치 않았던 점을 고려할 때, 만약 전투가 일어났다면 대량의 인명 피해와 시설 파괴가 있었을지도 모른다. 가쓰 가이슈의 정치적 판단과 결단은 막부의 몰락을 가져왔지만 일본에게 큰 다행으로 평가된다.

### 메이지 시대
모든 재산을 메이지 정부에 압류당해 가신에게 봉급을 줄 수 없던 도쿠가와가는 당시 슨푸(시즈오카현)로 이동하여, 그의 주도 아래 마키노하라 차밭을 일궈 부족한 재정을 메웠다.

## 가계
그의 스승인 사쿠마 쇼잔은 그의 누이와 결혼하여 처남매부간이 되었다. 사위는 메가타 다네타로.